# 小行星2087
小行星2087（2087 Kochera）是一颗围绕太阳公转的小行星。1975年12月28日，保羅·維爾特在齐美尔瓦尔德发现了此天体。
該小行星以瑞士外科醫生、1909年諾貝爾生理學或醫學獎得主埃米爾·特奧多爾·科赫爾命名。
这颗小行星的绝对星等为319.6323170301603等。